# 趙與珞
趙與珞（？—1278年11月29日），宋朝宗室，宋太祖趙匡胤九世孫。趙希樅次子。

## 生平
咸淳元年（1265年）任瓊管安撫使。祥興元年（1278年）十月，趙與珞與瓊州人謝明、謝富等人守瓊州，元朝將領阿里海牙派遣馬成旺招降，被與珞等人率兵拒於瓊州白沙口（今海南海口市海甸島）。祥興元年十一月十四日（1278年11月29日），阿里海牙收買瓊州當地百姓，趙與珞等人遂被當地百姓抓捕，不降而死。